# Едвардсвил (Канзас)
Едвардсвил (енгл. Edwardsville) град је у америчкој савезној држави Канзас.

## Демографија
По попису из 2010. године број становника је 4.340, што је 194 (4,7%) становника више него 2000. године.
| Група             | 2000.         | 2010.         |
| Белци             | 3.639 (87,8%) | 3.602 (83,0%) |
| Афроамериканци    | 205 (4,9%)    | 262 (6,0%)    |
| Азијати           | 10 (0,2%)     | 36 (0,8%)     |
| Хиспаноамериканци | 198 (4,8%)    | 317 (7,3%)    |
| Укупно            | 4.146         | 4.340         |